# Jaro (Leyte)
Jaro is een gemeente in de Filipijnse provincie Leyte op het eiland Leyte. Bij de laatste census in 2007 had de gemeente bijna 39 duizend inwoners.

## Geografie

### Bestuurlijke indeling
Jaro is onderverdeeld in de volgende 46 barangays:
| - Alahag - Anibongan - Atipolo - Badiang - Batug - Bias Zabala - Buenavista - Bukid - Burabod - Buri - Canapuan - Canhandugan | - Crossing Rubas - Daro - District I - District II - District III - District IV - Hiagsam - Hibucawan - Hibunawon - Kaglawaan - Kalinawan - La Paz | - Likod - Macanip - Macopa - Mag-aso - Malobago - Olotan - Palanog - Pange - Parasan - Pitogo - Sagkahan | - San Agustin - San Pedro - San Roque - Santa Cruz - Santo Niño - Sari-sari - Tinambacan - Tuba - Uguiao - Villa Paz - Villagonzoilo |

## Demografie
Jaro had bij de census van 2007 een inwoneraantal van 38.797 mensen. Dit zijn 1.360 mensen (3,6%) meer dan bij de vorige census van 2000. De gemiddelde jaarlijkse groei komt daarmee uit op 0,49%, hetgeen lager is dan het landelijk jaarlijks gemiddelde over deze periode (2,04%). Vergeleken met de census van 1995 is het aantal mensen met 6.071 (18,6%) toegenomen.

De bevolkingsdichtheid van Jaro was ten tijde van de laatste census, met 38.797 inwoners op 207,19 km², 187,3 mensen per km².